# Korytów (Kłodzko)
Pour les articles homonymes, voir Korytów.
Korytów est une localité polonaise de la gmina et du powiat de Kłodzko en voïvodie de Basse-Silésie.